# 50-й армійський корпус (Третій Рейх)
L-й (50-й) армі́йський ко́рпус (нім. L. Armeekorps) — армійський корпус Вермахту за часів Другої світової війни.

## Історія
L-й армійський корпус був сформований 8 жовтня 1940 в Штутгарті в V-му військовому окрузі (нім. Wehrkreis V).

## Райони бойових дій
- Німеччина (жовтень 1940 — квітень 1941);
- Болгарія (березень — квітень 1941);
- Балкани (квітень — червень 1941);
- СРСР (північний напрямок) (червень 1941 — жовтень 1944);
- Курляндський котел (жовтень 1944 — травень 1945).

## Командування

### Командири
- генерал-полковник Георг Ліндеман (нім. Georg Lindemann) (1 жовтня 1940 — 16 січня 1942);
- генерал кавалерії Філіпп Клеффель (нім. Philipp Kleffel) (16 січня — 3 березня 1942);
- генерал від інфантерії Герберт фон Бекманн (нім. Herbert von Böckmann) (3 березня — 20 липня 1942);
- генерал кавалерії Філіпп Клеффель (20 липня 1942 — 12 вересня 1943);
- генерал від інфантерії Вільгельм Вегенер (нім. Wilhelm Wegener) (12 вересня 1943 — 24 вересня 1944, загинув у бою);
- генерал-лейтенант Ганс Бек-Беренс (нім. Hans Böckh-Behrens) (24 вересня — 25 жовтня 1944);
- генерал гірсько-піхотних військ Фрідріх-Йобст Фолькамер фон Кірхензіттенбах (нім. Friedrich-Jobst Volckamer von Kirchensittenbach) (25 жовтня 1944 — 12 квітня 1945);
- генерал-лейтенант барон Ерпо фон Боденгаузен (нім. Erpo Freiherr von Bodenhausen) (12 квітня — 8 травня 1945).

## Бойовий склад 50-го армійського корпусу
Формування управління, забезпечення та підтримки
- 31-ше артилерійське командування (Arko 31), з вересня 1941 — Arko 18,
- 450-те управління корпусного постачання (Korps-Nachschubtruppen 450), з травня 1940 — 449-те управління корпусного постачання;
- 450-й корпусний батальйон зв'язку (Korps-Nachrichten-Abteilung 450), з травня 1940 — 449-й корпусний батальйон зв'язку;
- 450-й взвод фельджандармерії (Feldgendarmerie-Trupp 450);
- 450-й туркестанський гренадерський батальйон (Turk. Grenadier Bataillon 450);
- 450-й корпусний кулеметний батальйон (Korps MG Bataillon 450).

- 129-та піхотна дивізія (129. Infanterie-Division);
- 132-га піхотна дивізія (132. Infanterie-Division);
- 134-та піхотна дивізія (134. Infanterie-Division);
- 137-ма піхотна дивізія (137. Infanterie-Division);
- 183-тя піхотна дивізія (183. Infanterie-Division).

- 112-та піхотна дивізія (112. Infanterie-Division);
- 113-та піхотна дивізія (113. Infanterie-Division);
- 129-та піхотна дивізія;
- 134-та піхотна дивізія;
- 99-та легка піхотна дивізія (99. (leichte) Infanterie-Division).

- 46-та піхотна дивізія (46. Infanterie-Division).

- 251-ша піхотна дивізія (251. Infanterie-Division);
- 253-тя піхотна дивізія (253. Infanterie-Division).

- 269-та піхотна дивізія (269. Infanterie-Division);
- Поліційна дивізія СС (Polizei Division).

- 58-ма піхотна дивізія (58. Infanterie-Division);
- 121-ша піхотна дивізія (121. Infanterie-Division);
- 122-га піхотна дивізія (122. Infanterie-Division);
- 269-та піхотна дивізія;
- Поліційна дивізія СС.

- 58-ма піхотна дивізія;
- 96-та піхотна дивізія (96. Infanterie-Division);
- 121-ша піхотна дивізія;
- Поліційна дивізія СС;
- Частини 8-ї танкової дивізії (8. Panzer-Division).

- 58-ма піхотна дивізія;
- 121-ша піхотна дивізія;
- 122-га піхотна дивізія;
- Поліційна дивізія СС.

- 121-ша піхотна дивізія.

- Частини:
  - 212-ї піхотної дивізії (212. Infanterie-Division);
  - 225-ї піхотної дивізії (225. Infanterie-Division);
  - 285-ї дивізії охорони (285. Sicherungs Division);
  - 385-ї піхотної дивізії (385. Infanterie-Division);
  - 5-ї гірсько-піхотної дивізії (5. Gebirgs-Division);
- Норвезький добровольчий легіон СС (SS-Freiwilligen-Legion Norwegen).

- 121-ша піхотна дивізія;
- 212-та піхотна дивізія;
- 225-та піхотна дивізія;
- 5-та гірсько-піхотна дивізія;
- Поліційна дивізія СС;
- Бойова група Йекельна (Kampfgruppe Jeckeln);
- Норвезький добровольчий легіон СС.

- 58-ма піхотна дивізія;
- 121-ша піхотна дивізія;
- 215-та піхотна дивізія (215. Infanterie-Division);
- 225-та піхотна дивізія;
- 12-та танкова дивізія (12. Panzer-Division);
- Поліційна дивізія СС;
- Норвезький добровольчий легіон СС;
- 2-га моторизована бригада СС (2. SS-Brigade).

- 58-ма піхотна дивізія;
- 121-ша піхотна дивізія;
- 215-та піхотна дивізія;
- 225-та піхотна дивізія;
- Поліційна дивізія СС;
- Норвезький добровольчий легіон СС;
- 2-га моторизована бригада СС.

- 58-ма піхотна дивізія;
- 215-та піхотна дивізія;
- 225-та піхотна дивізія;
- Норвезький добровольчий легіон СС;
- 2-га моторизована бригада СС;
- 385-й піхотний полк (Infanterie-Regiment 385).

- 58-ма піхотна дивізія;
- 215-та піхотна дивізія;
- 225-та піхотна дивізія;
- 2-га моторизована бригада СС;
- 9-та зенітна бригада (9. Flak-Brigade).

- 215-та піхотна дивізія;
- 9-та авіапольова дивізія (9. Luftwaffen-Feld-Division);
- 10-та авіапольова дивізія (10. Luftwaffen-Feld-Division);
- 2-га моторизована бригада СС.

- 215-та піхотна дивізія;
- 100-й полк гірських єгерів (Gebirgsjäger-Regiment 100 (o.II.));
- 2-га моторизована бригада СС.

- 215-та піхотна дивізія;
- 250-та піхотна дивізія (250. Infanterie-Division);
- 2-га моторизована бригада СС.

- 215-та піхотна дивізія;
- 250-та піхотна дивізія ;
- Поліційна дивізія СС;
- 2-га моторизована бригада СС.

- 24-та піхотна дивізія (24. Infanterie-Division);
- 212-та піхотна дивізія;
- 215-та піхотна дивізія;
- 250-та піхотна дивізія ;
- Поліційна дивізія СС;
- 2-га моторизована бригада СС.

- 24-та піхотна дивізія;
- 170-та піхотна дивізія (170. Infanterie-Division);
- 212-та піхотна дивізія;
- 215-та піхотна дивізія;
- 250-та піхотна дивізія ;
- Поліційна дивізія СС;
- 2-га моторизована бригада СС.

- 170-та піхотна дивізія;
- 215-та піхотна дивізія;
- 250-та піхотна дивізія ;
- 2-га моторизована бригада СС.

- 23-тя піхотна дивізія (23. Infanterie-Division);
- 170-та піхотна дивізія;
- 215-та піхотна дивізія;
- 250-та піхотна дивізія.

- 170-та піхотна дивізія;
- 215-та піхотна дивізія;
- 250-та піхотна дивізія.

- 126-та піхотна дивізія (126. Infanterie-Division);
- 170-та піхотна дивізія;
- 250-та піхотна дивізія.

- 81-ша піхотна дивізія (81. Infanterie-Division);
- 126-та піхотна дивізія;
- 170-та піхотна дивізія;
- 215-та піхотна дивізія;
- 9-та авіапольова дивізія;
- 10-та авіапольова дивізія.

- Поліційна дивізія СС;
- 126-та піхотна дивізія;
- 170-та піхотна дивізія;
- 215-та піхотна дивізія;
- 9-та авіапольова дивізія;
- 10-та авіапольова дивізія.

- 126-та піхотна дивізія;
- 170-та піхотна дивізія;
- 215-та піхотна дивізія.

- 11-та піхотна дивізія (11. Infanterie-Division);
- 24-та піхотна дивізія;
- 121-ша піхотна дивізія
- 212-та піхотна дивізія;
- 215-та піхотна дивізія.

- 24-та піхотна дивізія;
- 12-та авіапольова дивізія (12. Luftwaffen-Feld-Division);
- 207-ма дивізія охорони (207. Sicherungs Division).

- 6-й Латиський добровольчий корпус СС (VI. SS-Freiwilligen-Armeekorps);
- 23-тя піхотна дивізія;
- 83-тя піхотна дивізія (83. Infanterie-Division);
- 218-та піхотна дивізія (218. Infanterie-Division);
- 13-та авіапольова дивізія (13. Luftwaffen-Feld-Division).

- 69-та піхотна дивізія (69. Infanterie-Division);
- 83-тя піхотна дивізія;
- 132-га піхотна дивізія;
- 218-та піхотна дивізія.

- 83-тя піхотна дивізія;
- 132-га піхотна дивізія;
- 218-та піхотна дивізія.

- 32-га піхотна дивізія (32. Infanterie-Division);
- 122-га піхотна дивізія;
- 126-та піхотна дивізія.

- 290-та піхотна дивізія (290. Infanterie-Division);
- 281-ша дивізія охорони (281. Sicherungs Division).

- 24-та піхотна дивізія;
- 122-га піхотна дивізія;
- 389-та піхотна дивізія (389. Infanterie-Division);
- 12-та авіапольова дивізія.

- 24-та піхотна дивізія;
- 122-га піхотна дивізія;
- 290-та піхотна дивізія;
- 389-та піхотна дивізія.

- 11-та піхотна дивізія;
- 205-та піхотна дивізія (205. Infanterie-Division);
- 225-та піхотна дивізія.

- 11-та піхотна дивізія;
- 290-та піхотна дивізія.